# Oracella acuta
Oracella acuta är en insektsart som först beskrevs av Lobdell 1930.  Oracella acuta ingår i släktet Oracella och familjen ullsköldlöss. Inga underarter finns listade i Catalogue of Life.